# Maksim Podholjuzin
Maksim Podholjuzin (sinh 13 tháng 11 năm 1992) là một cầu thủ bóng đá Estonia hiện tại thi đấu cho Levadia tại Meistriliiga của Estonia ở vị trí hậu vệ.

## Sự nghiệp câu lạc bộ

### Levadia
Podholjuzin ra mắt cho Levadia năm 2009. Anh giành chức vô địch Meistriliiga đầu tiên với vào mùa giải 2013.

## Sự nghiệp quốc tế
Anh ra mắt quốc tế cho Estonia ngày 5 tháng 3 năm 2014 trước Gibraltar.